# Gangara (Maradi)
Gangara ist eine Landgemeinde im Departement Gazaoua in Niger.

## Geographie
Gangara liegt am Übergang der Großlandschaft Sudan zur Sahelzone und grenzt im Süden an den Nachbarstaat Nigeria. Die Nachbargemeinden in Niger sind Aguié im Nordwesten und Gazaoua im Nordosten. Bei den Siedlungen im Gemeindegebiet handelt es sich um 34 Dörfer und 37 Weiler. Der Hauptort der Landgemeinde ist das Dorf Gangara. Durch die Gemeinde verläuft das Trockental Goulbi El Fadama.

## Geschichte
Gangara war ursprünglich vom Emirat Katsina abhängig und kam Anfang des 20. Jahrhunderts unter die Kontrolle Frankreichs. Im Jahr 1903 kam es zu einer Revolte der Dorfbewohner gegen die Franzosen, die niedergeschlagen wurde.
Die Landgemeinde Gangara ging 2002 im Zuge einer landesweiten Verwaltungsreform aus dem Kanton Gangara hervor. Seit 2011 gehört die Landgemeinde nicht mehr zum Departement Aguié, sondern zum neugeschaffenen Departement Gazaoua.

## Bevölkerung
Bei der Volkszählung 2012 hatte die Landgemeinde 51.930 Einwohner, die in 6407 Haushalten lebten. Bei der Volkszählung 2001 betrug die Einwohnerzahl 29.255 in 4056 Haushalten.
Im Hauptort lebten bei der Volkszählung 2012 1263 Einwohner in 178 Haushalten, bei der Volkszählung 2001 978 in 136 Haushalten und bei der Volkszählung 1988 2787 in 437 Haushalten.
In ethnischer Hinsicht ist die Gemeinde ein Siedlungsgebiet von Azna, Katsinawa und Fulbe.

## Politik
Der Gemeinderat (conseil municipal) hat 16 gewählte Mitglieder. Mit den Kommunalwahlen 2020 sind die Sitze im Gemeinderat wie folgt verteilt: 8 PNDS-Tarayya, 3 RDP-Jama’a, 2 RPD-Bazara, 1 AMEN-AMIN, 1 CPC-Karamah und 1 RPP-Farilla.
Jeweils ein traditioneller Ortsvorsteher (chef traditionnel) steht an der Spitze der 34 Dörfer in der Gemeinde.

## Wirtschaft und Infrastruktur
Die Gemeinde liegt in jener schmalen Zone entlang der Grenze zu Nigeria, die von Tounouga im Westen bis Malawa im Osten reicht und in der Bewässerungsfeldwirtschaft für Cash Crops betrieben wird. Gesundheitszentren des Typs Centre de Santé Intégré (CSI) sind im Hauptort sowie in den Siedlungen Dan Kolio Gabass und Malam Daweye vorhanden. Der CEG Gangara ist eine allgemein bildende Schule der Sekundarstufe des Typs Collège d’Enseignement Général (CEG). Beim Centre de Formation aux Métiers de Gangara (CFM Gangara) handelt es sich um ein Berufsausbildungszentrum. Durch die Gemeinde, unter anderem durch den Hauptort, führt die Landstraße RR4-001 zwischen Tchadoua und Gazaoua. Die Landstraße RR4-004 verbindet das Dorf Guidan Chinaou und die Stadt Aguié.